# Nashville, North Carolina
Nashville är administrativ huvudort i Nash County i North Carolina. Orten har fått sitt namn efter militären Francis Nash. Enligt 2010 års folkräkning hade Nashville 5 352 invånare.